# Arles (quận)
Quận Arles là một quận của Pháp, nằm ở tỉnh Bouches-du-Rhône, trong vùng Provence-Alpes-Côte d'Azur. Quận này có 9 tổng và 36 xã.

## Các đơn vị hành chính

### Các tổng
Các tổng của quận Arles là:
1. Arles-Est
2. Arles-Ouest
3. Châteaurenard
4. Eyguières
5. Orgon
6. Port-Saint-Louis-du-Rhône
7. Saint-Rémy-de-Provence
8. Saintes-Maries-de-la-Mer
9. Tarascon

### Các xã
Các xã của quận Arles, và mã INSEE là: 
| 1. Alleins (13003)                     | 2. Arles (13004)                   | 3. Aureille (13006)               | 4. Barbentane (13010)                |
| 5. Boulbon (13017)                     | 6. Cabannes (13018)                | 7. Châteaurenard (13027)          | 8. Eygalières (13034)                |
| 9. Eyguières (13035)                   | 10. Eyragues (13036)               | 11. Fontvieille (13038)           | 12. Graveson (13045)                 |
| 13. Lamanon (13049)                    | 14. Les Baux-de-Provence (13011)   | 15. Maillane (13052)              | 16. Mallemort (13053)                |
| 17. Mas-Blanc-des-Alpilles (13057)     | 18. Maussane-les-Alpilles (13058)  | 19. Mollégès (13064)              | 20. Mouriès (13065)                  |
| 21. Noves (13066)                      | 22. Orgon (13067)                  | 23. Paradou (13068)               | 24. Plan-d'Orgon (13076)             |
| 25. Port-Saint-Louis-du-Rhône (13078)  | 26. Rognonas (13083)               | 27. Saint-Andiol (13089)          | 28. Saint-Martin-de-Crau (13097)     |
| 29. Saint-Pierre-de-Mézoargues (13061) | 30. Saint-Rémy-de-Provence (13100) | 31. Saint-Étienne-du-Grès (13094) | 32. Saintes-Maries-de-la-Mer (13096) |
| 33. Sénas (13105)                      | 34. Tarascon (13108)               | 35. Vernègues (13115)             | 36. Verquières (13116)               |